# Wegefarth
Wegefarth ist ein Ortsteil der Gemeinde Oberschöna im sächsischen Landkreis Mittelsachsen in Deutschland.

## Geografie

### Lage
Wegefarth liegt am Nordrand des Osterzgebirges an der Mündung des Schirmbachs in die Große Striegis. Südlich des Orts befindet sich der Frankensteiner Viadukt der Bahnstrecke Dresden–Werdau. An dieser liegt die zur Wegefarther Gemarkung gehörige, südwestlich des Hauptortes gelegene Eisenbahnsiedlung Bahnhof Frankenstein.

### Nachbarorte
| Bräunsdorf           | Langhennersdorf                             |                  |
| Wingendorf           | Kompassrose, die auf Nachbargemeinden zeigt | Kleinwaltersdorf |
| Bahnhof Frankenstein | Oberschöna                                  | Kleinschirma     |

## Geschichte

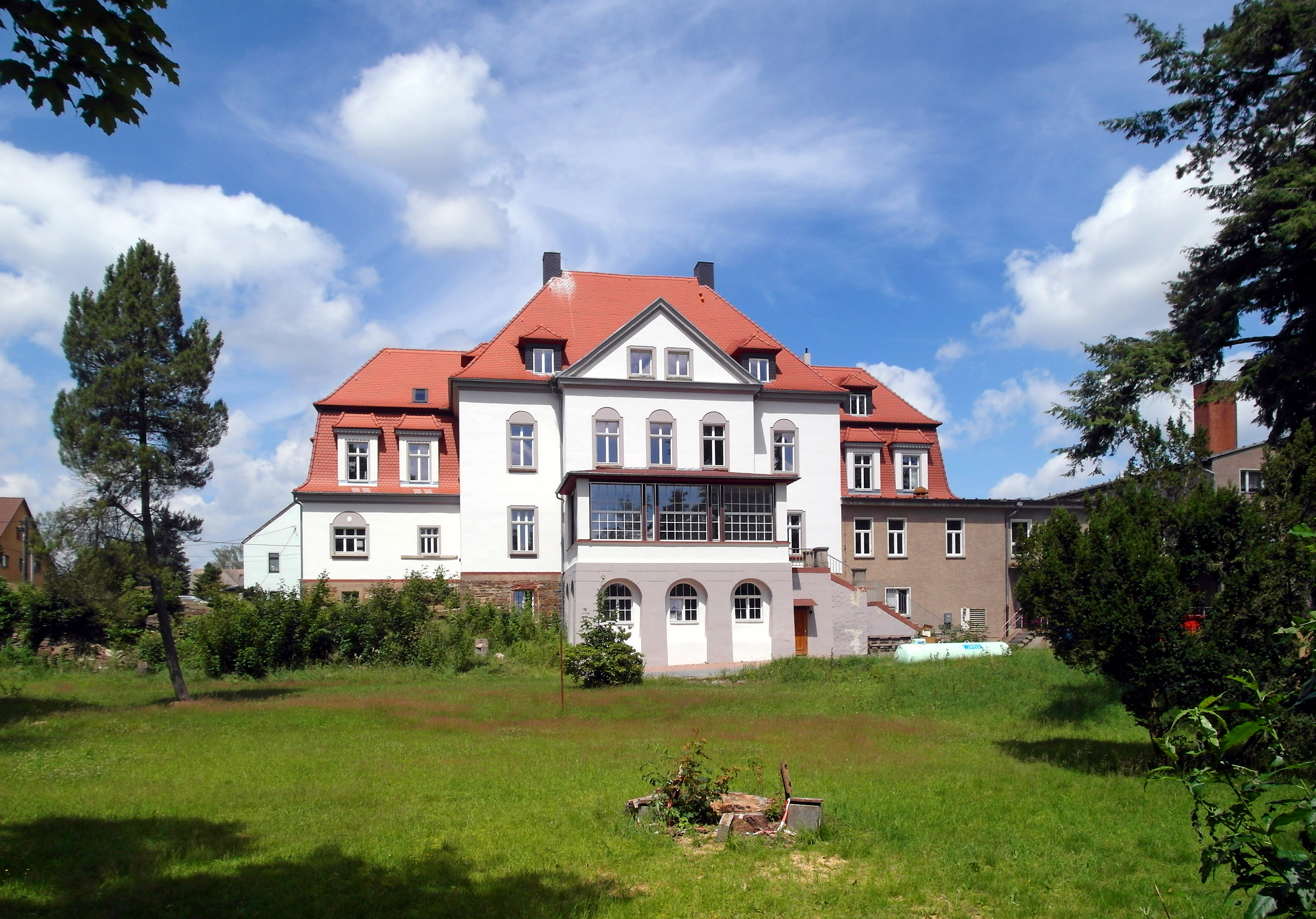
Rittergut Wegefarth, Herrenhaus 2017

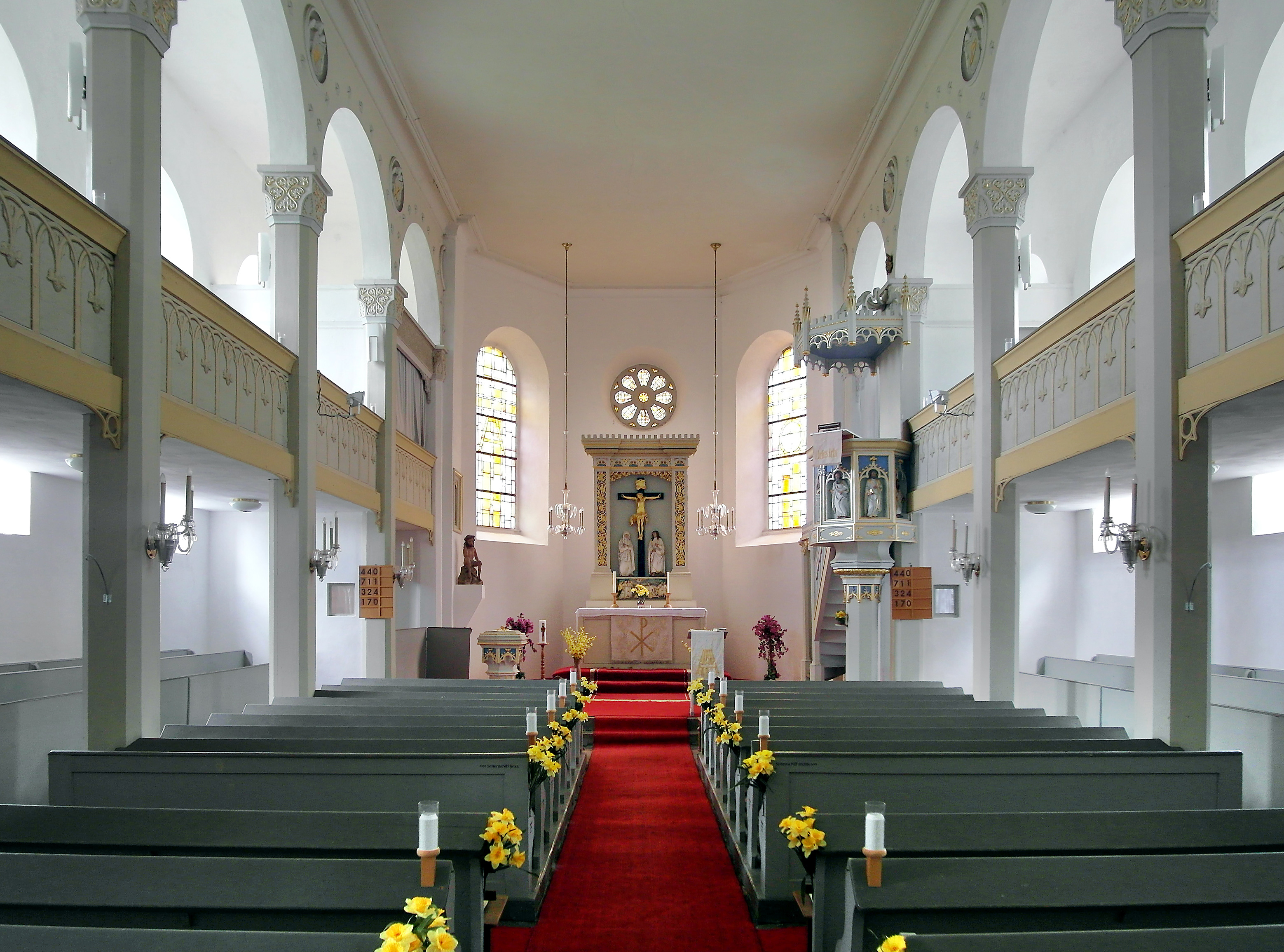
Kirche Wegefarth 2015

Das Waldhufendorf Wegefarth im Tal der Großen Striegis wurde wahrscheinlich vor 1162 begründet. Die erste urkundliche Erwähnung erfolgte im Jahr 1292, doch scheint es auch schon früher eine bedeutende Rolle als Befestigungsanlage zum Schutze einer Furt über die Große Striegis, am Wege zwischen der Sachsenburg und Freiberg, eingenommen zu haben. In einer Urkunde von 1185, in der die Grenzen der östlich gelegenen Besitzungen des Klosters Altzella beschrieben werden, wird auch der vier Eckhardschen Dörfer gedacht. Diese waren Lehen des hessischen Klosters Hersfeld. Später schlussfolgerte man sicher, dass Oberschöna, Linda, aber auch Wegefarth und vermutlich St. Michaelis zu diesen Dörfern gehörten. Ein Herrensitz ist in Wegefarth bereits im Jahr 1340 belegt, das Rittergut Wegefarth ist 1551 urkundlich nachgewiesen. Für 1939 ist ein Kurt Fickendey als Besitzer des Ritterguts nachgewiesen.
Wegefarth wurde über die Jahrhunderte besonders durch das örtliche Rittergut bestimmt, welches neben Land- und Forstwirtschaft auch Gewerbebetriebe umfasste, so unter anderem eine Baumwollspinnerei. Bergbau wurde nur in geringem Umfang betrieben.
1939 hatte der Ort 750 Einwohner.
Wegefarth lag bis 1856 im kursächsischen bzw. königlich-sächsischen Kreisamt Freiberg. Ab 1856 gehörte der Ort zum Gerichtsamt Freiberg und ab 1875 zur Amtshauptmannschaft Freiberg.
Im Zuge des im Jahr 1869 erfolgten Baus der Bahnstrecke Dresden–Werdau entstand um den neu eröffneten Bahnhof Frankenstein (Sachs) eine Eisenbahnsiedlung mit dem Namen „Bahnhof Frankenstein“. Obwohl der Bahnhof in der südwestlichen Gemarkung des 1,8 km entfernten Orts Wegefahrt liegt, erhielt er die Bezeichnung des näher liegenden Orts Frankenstein (0,5 km westlich). Auch der östlich des Bahnhofs liegende Ort Oberschöna liegt mit 1 km näher an der Station als Wegefarth.
Am 1. Juli 1950 wurde Wegefarth mit seinem Gemeindeteil Bahnhof Frankenstein nach Oberschöna eingemeindet. Durch die zweite Kreisreform in der DDR kam Wegefarth als Ortsteil von Oberschöna im Jahr 1952 zum Kreis Freiberg im Bezirk Chemnitz (1953 in Bezirk Karl-Marx-Stadt umbenannt), der ab 1990 als sächsischer Landkreis Freiberg fortgeführt wurde und 2008 im Landkreis Mittelsachsen aufging.

## Verkehr

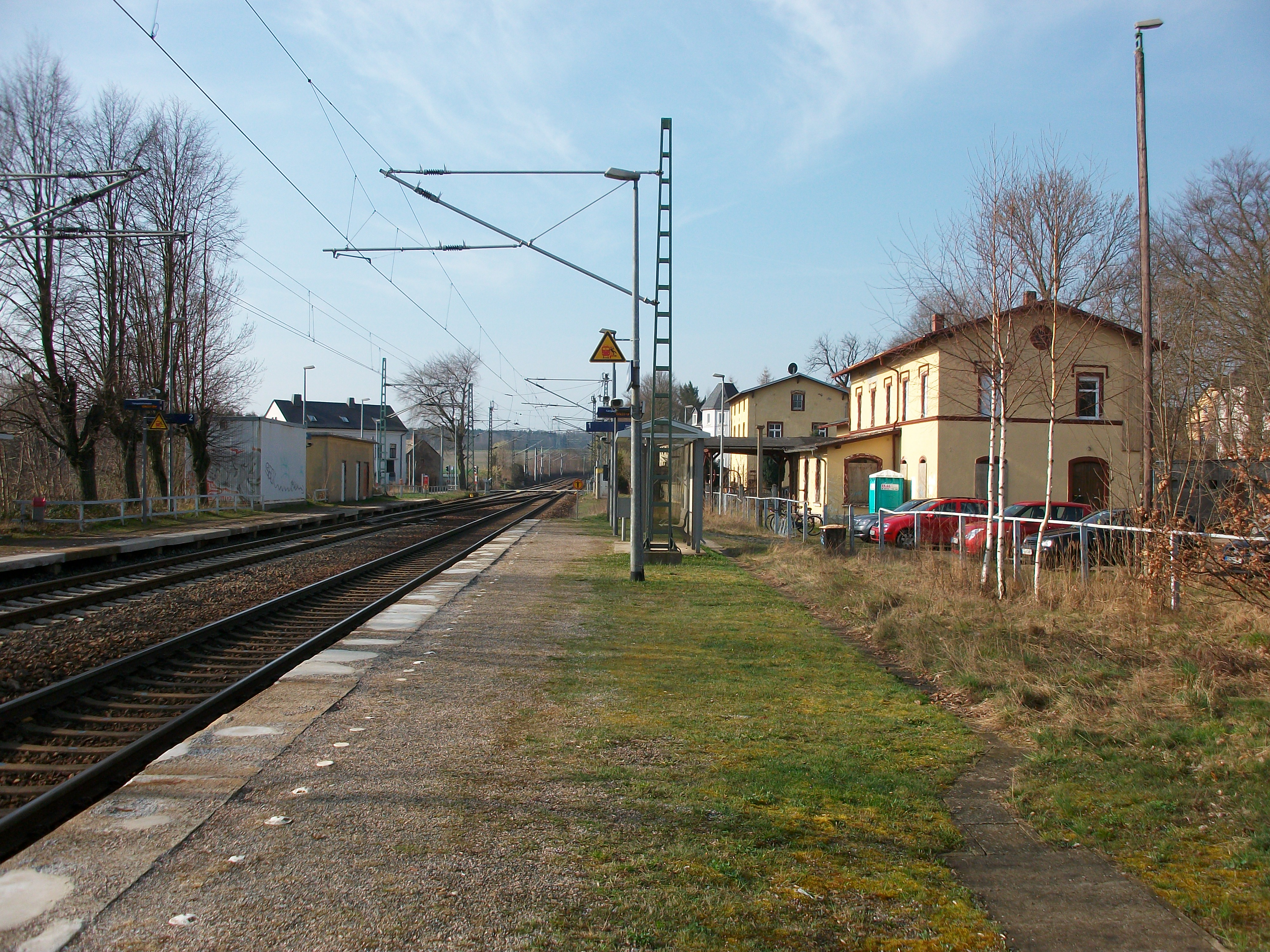
Bahnhof Frankenstein (Sachs) (2016)

Wegefarth ist über Ortsverbindungsstraßen von Oberschöna, Kleinschirma und Bräunsdorf bzw. Langhennersdorf aus erreichbar. Weiterhin besteht über den Siedlerweg eine teilweise unbefestigte Anbindung ins benachbarte Wingendorf. Die Siedlung Bahnhof Frankenstein liegt an der Staatsstraße 203.
Der Bahnhof Frankenstein (Sachs) an der Bahnstrecke Dresden–Werdau liegt zwar auf der Gemarkung von Wegefahrth, ist jedoch nach dem benachbarten und deutlich näher liegenden Frankenstein benannt. Er ist Verkehrshalt für die Regionalbahn RB 30 (Dresden–Zwickau), die im Stundentakt verkehrt und seit Juni 2016 von der Bayerischen Oberlandbahn unter der Marke Mitteldeutsche Regiobahn betrieben wird. Der Regionalexpress RE 3 Dresden–Hof passiert den Bahnhof Frankenstein (Sachs) ohne Halt.

### Kultur und Sehenswürdigkeiten
- Rittergut Wegefarth[7]
- Wegefarther Mühle mit historischer Backscheune
- Kirche von 1842, nach Plänen von Johann Eduard Heuchler
- Wegefarther Viadukt: Überführung der Bahnstrecke Dresden–Werdau über das Tal der Großen Striegis

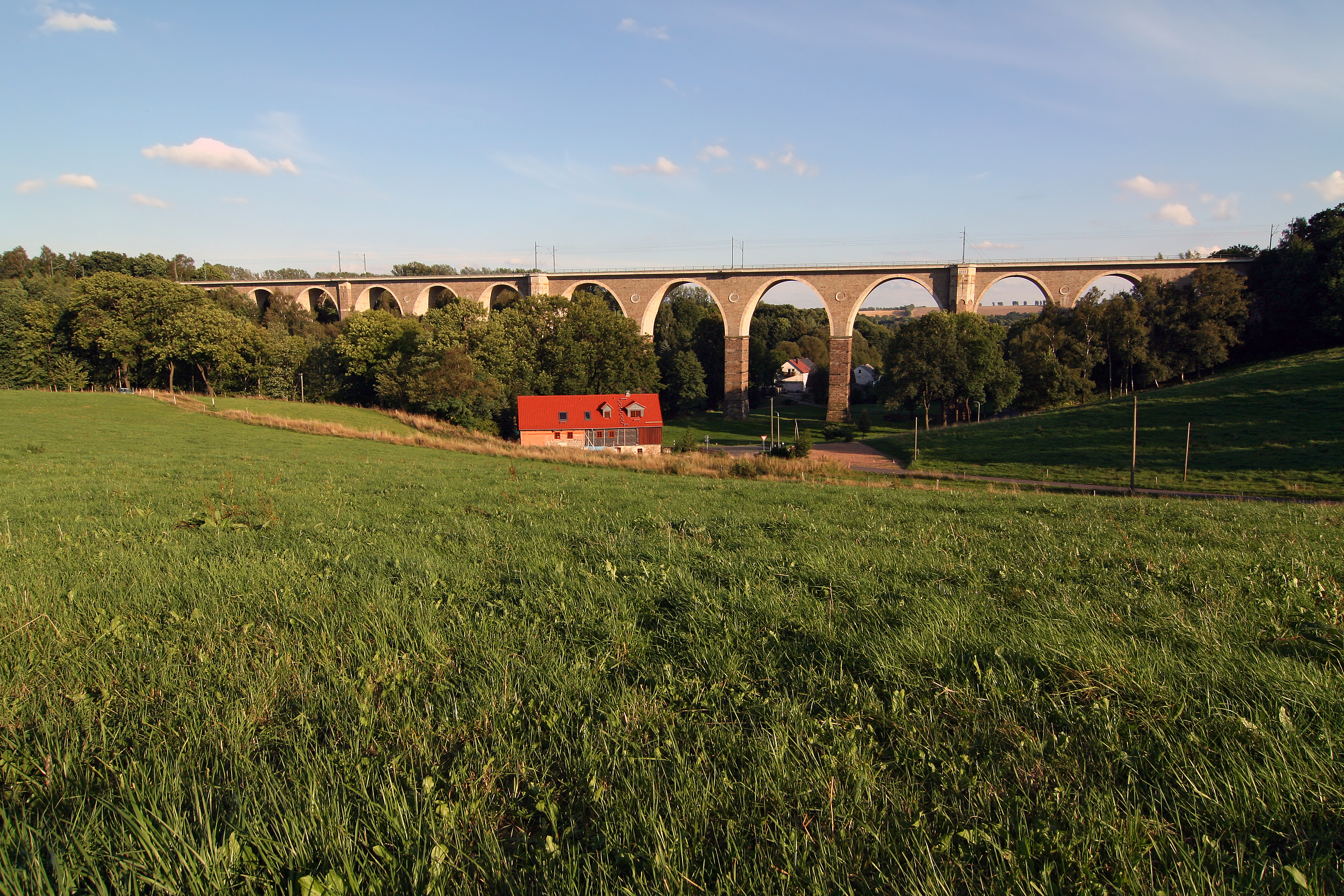
Wegefarther Viadukt
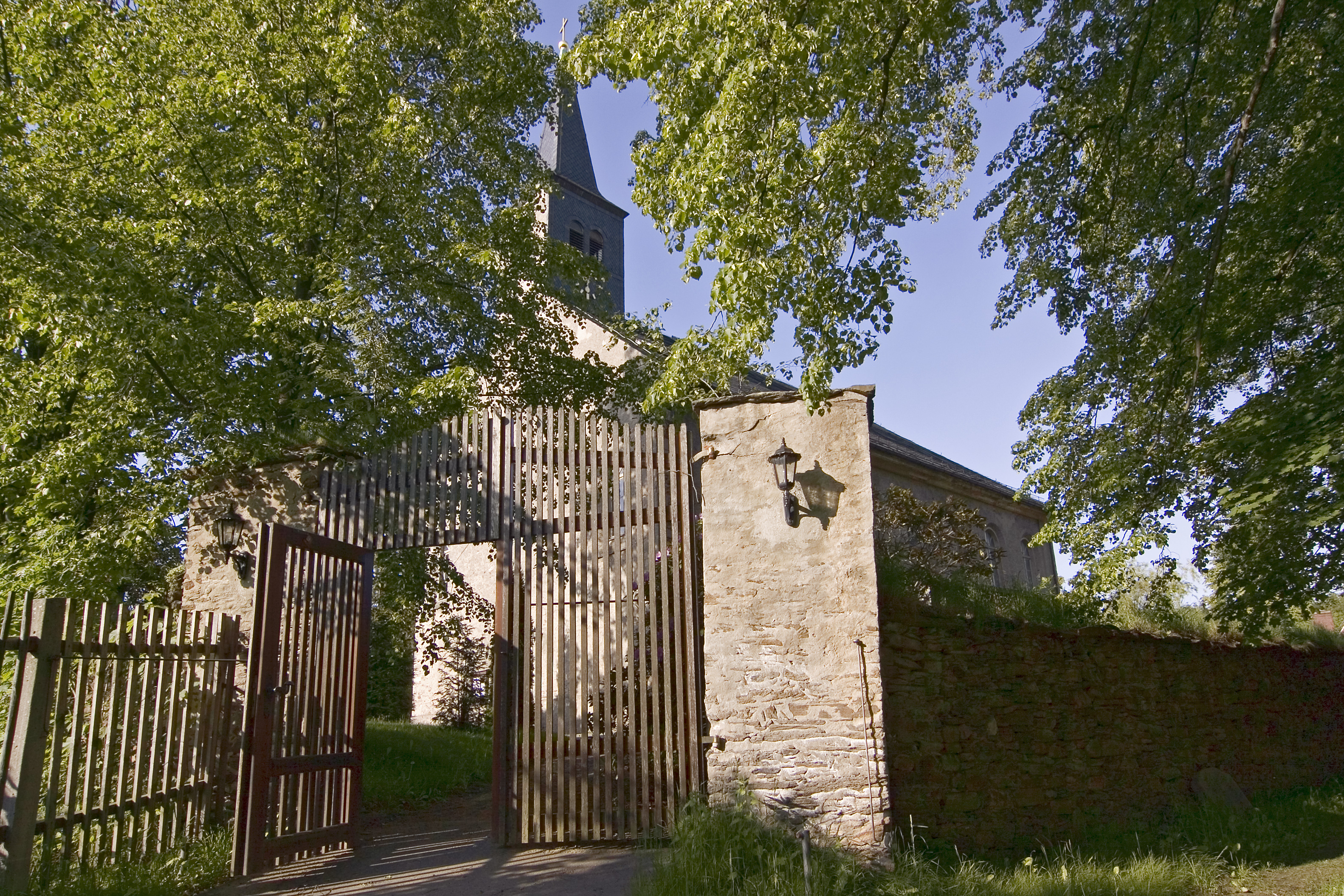
Kirche Wegefarth
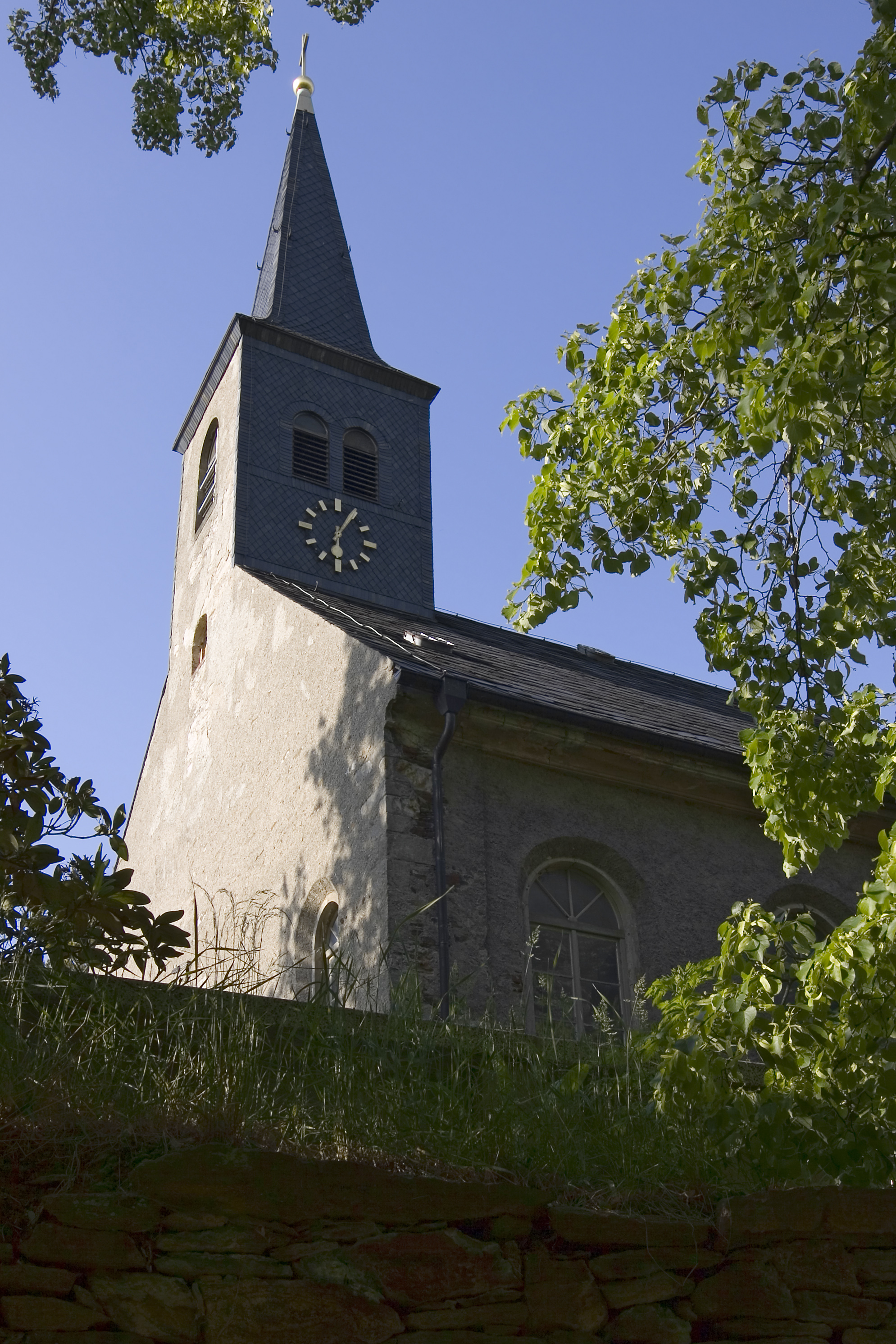
Kirchturm

## Persönlichkeiten
- Philipp von Wegefarth, Gutsherr, historisch belegbare Sagengestalt
- Hans Thiers (* 1946), Radsportler, Kriminalist, Versicherungsberater und Buchautor